# Вавилов, Николай Иванович (химик)
Николай Иванович Вавилов (24 мая 1941 — 11 апреля 2008) — советский деятель промышленности, директор завода. Руководил Дзержинским заводом им. Я. М. Свердлова с 1987 по 2004 год. Заслуженный химик Российской Федерации (1995). Почётный гражданин города Дзержинска (2001).

## Биография
Родился 24 мая 1941 года в городе Дзержинске Горьковской области. Отца, рабочего «Заводстроя», Николай потерял в годы Великой Отечественной войны. Мечтал стать лётчиком, но небольшой рост не позволил реализовать себя в военном деле. После завершения обучения в семилетней школе, Николай Иванович поступил в техникум имени Красной армии. В 1961 году завершив обучение в нём пришёл трудоустраиваться на завод имени Свердлова и до самого выхода на заслуженный отдых в 2004 году не расставался с этим предприятием.
В 1964 году, уволившись со срочной службы, вернулся работать на производство. Трудился рабочим, мастером в цехе прессования пластмасс, заместителем начальника этого цеха.
В 1971 году завершил обучение в Горьковском политехническом институте им. А. А. Жданова, получил специальность «инженер-химик-технолог».
После окончания высшего учебного заведения продолжил работу начальником отдела рационализации, изобретательства, патентирования и технической информации, а с 1975 года был назначен на должность начальника цеха параизомеров.
С 1980 по 1986 годы работал в должности заместителя генерального директора.
С 1986 по 1987 годы – секретарь парткома завода.
С 1987 по 2004 годы работал в должности генерального директора завода им. Я. М. Свердлова. В 1995 году Указом Президента Российской Федерации был удостоен звания «Заслуженный химик Российской Федерации». В 1998 году удостоен премии Правительства Российской Федерации в области науки и техники.
По инициативе Николая Вавилова даже в сложные перестроечные времена завод продолжал осваивать новые производства: металлической посуды, химического оборудования, стиральных машин-автоматов «Ока – 200».
17 мая 2001 года решением муниципальных органов власти города, Вавилову Николаю Ивановичу было присвоено звание «Почётный гражданин города Дзержинска».
Проживал в Дзержинске, умер 11 апреля 2008 года, похоронен на городском кладбище.

## Награды и звания
- Орден Знак Почёта,
- «Почётный гражданин города Дзержинск».
- Заслуженный химик Российской Федерации (0.04.1995)
- Премия Правительства Российской Федерации в области науки и техники (1998).